# Ordoño II
Ordoño II (ur. ok. 873, zm. w 924) – krol Galicji od 910 i król Leónu od 914 roku; syn Alfonsa III, brat Garcii I i Frueli II Trędowatego.
Swoją karierę polityczną rozpoczął jeszcze za życia ojca, kiedy to z jego ramienia zarządzał Galicją. W 910 roku, wraz z braćmi, przyłączył się do buntu hrabiego Nuno, przeciwko Alfonsowi III. Po pokonaniu ojca i podzieleniu Asturii został królem Galicji, a cztery lata później, po śmierci Garcii I, również królem Leónu. Głównymi kierunkami jego polityki były: kontynuowanie rekonkwisty oraz utrzymanie zwierzchności nad coraz silniejszym hrabstwem Kastylii.